# Sericosura cyrtoma
Sericosura cyrtoma is een zeespin uit de familie Ammotheidae. De soort behoort tot het geslacht Sericosura. Sericosura cyrtoma werd in 1996 voor het eerst wetenschappelijk beschreven door Child & Sègonzac. 